# Urbanización Delfín Mendoza
Urbanización Delfín Mendoza est, selon l'institut national de la statistique vénézuélien, la capitale de la paroisse civile de Monseñor Argimiro García de la municipalité de Tucupita dans l'État de Delta Amacuro. De facto, elle constitue l'un des quartiers sud de Tucupita, chef-lieu de la municipalité, centrés sur la place Doctor-Delfín-Mendoza.